# Chiara e Serafina
ossia I pirati
Personnages
- Chiara (soprano)
- Serafina (mezzo-soprano)
- Don Ramiro (ténor)
- Picaro (baryton)
- Lisetta (alto)
- Agnese (mezzo-soprano)
- Don Meschino (rôle parlé)
- Don Fernando (ténor)
- Don Alvaro (rôle parlé)
- Gennaro (rôle parlé)
- Spalatro (rôle parlé)

Airs
- « Queste romite sponde » (Chiara) (Acte I, scène 3)

Chiara e Serafina, ossia I pirati (Claire et Séraphine, ou les Pirates) est un opéra semiseria en deux actes, musique de Gaetano Donizetti, livret de Felice Romani, représenté pour la première fois au Teatro alla Scala de Milan le 26 octobre 1822.

## Histoire
Après la création de La zingara et de La lettera anonima, Donizetti quitta Naples pour Milan le 26 juillet 1822 et il y était arrivé le 3 août, date à laquelle, avec le librettiste Felice Romani, il signa un contrat avec la Scala pour la composition du troisième opéra de la saison d'automne.
Felice Romani était connu comme l'un des meilleurs librettistes d'Italie, mais il avait également la réputation de souvent accepter plus de commandes qu'il ne pouvait en satisfaire et de ne jamais tenir les délais stipulés. En cette année 1822, il avait également accepté de composer le deuxième opéra de la rentrée, Adele ed Emerico, musique de Saverio Mercadante. Le 20 septembre, date spécifiée pour la remise du livret de Donizetti, Romani n'avait toujours pas donné signe de vie. Huit jours plus tard, le compositeur était toujours sans livret. Ce n'est que le 3 octobre que Romani envoya le premier acte au superviseur de la Scala. Le jour même, le censeur l'approuva sous réserve d'un changement mineur, et Donizetti se mit aussitôt à travailler. Dès le 15 octobre, les répétitions commencèrent et la première eut lieu le 26 octobre.
Donizetti, dont c'était le début à la Scala et qui connaissait le dédain des Milanais pour les réputations établies ailleurs, était inquiet et s'en ouvrit à son maître Simon Mayr dans une lettre du 16 octobre : « je dois vous informer que malheureusement la première aura lieu le 26, alors que la première picola prova [répétition générale accompagnée au piano] n'a eu lieu qu'hier. J'espère néanmoins que j'aurai le plaisir de vous voir sinon à la première, du moins à la troisième. Je vous suggère d'amener un Requiem, car je vais me faire massacrer et, de cette manière, les rites funéraires seront accomplis. » Sur la dernière page de la partition autographe, le compositeur écrivit : « cosi finirà l'opera : o bene o male » (« ainsi finira l'opéra : bien ou mal »).
À la suite d'un rhume de la prima donna Isabella Fabbrica, qui manqua plusieurs répétitions, la date de la première fut un moment mise en cause mais la chanteuse se rétablit suffisamment pour paraître sur scène à la date convenue, quoiqu'elle ne fût pas en pleine possession de ses moyens. Le soir de la première, on donna également deux ballets : Gabriella di Vergy entre les deux actes et Il merciaiolo in angustie après l'acte II.
Le nouvel opéra fit l'objet d'un article de Francesco Pezzi dans la Gazzetta di Milano. Le critique commence par stigmatiser les redites qu'il juge fréquentes dans les opéras basés sur des pièces françaises, en l'occurrence La Citerne, « mélodrame en quatre actes, en prose et à grand spectacle » de René-Charles Guilbert de Pixerécourt, créé le 14 janvier 1809 au Théâtre de la Gaîté à Paris avec une musique de scène d'Alexandre Piccinni. Quant à la musique, il observe : « en résumé, je dirai qu'après de rares applaudissements destinés à la Morandi et à la Fabbrica et après quelques signes de mécontentement en raison de la faiblesse de la musique, les spectateurs regardèrent le rideau tomber avec des figures de bronze ».
Quoique froidement accueilli, Chiara e Serafina n'en fut pas moins joué douze fois à la Scala au cours de la saison. Verzino rapporte que le théâtre avait été placé sous étroite surveillance par les Autrichiens en raison d'un procès pour haute trahison qui devait se tenir à cette époque et que le public était clairsemé. Signe de l'échec de l'opéra, la Scala ne proposa pas à Donizetti de nouveau contrat, ce que le théâtre aurait certainement fait si l'ouvrage avait eu ne serait-ce qu'un petit succès.
Cet échec eut pour conséquence qu'il fallut huit ans à Donizetti pour faire son retour à Milan, avec Anna Bolena, et près de dix ans avant qu'il n'obtienne un succès incontesté à la Scala avec Il furioso all'isola di San Domingo.

## Distribution
| Rôle | Type de voix               | Distribution lors de la première le 26 octobre 1822 |
| --- | -------------------------- | --------------------------------------------------- |
| Chiara Claire | soprano                    | Isabella Fabbrica                                   |
| Serafina Séraphine | mezzo-soprano              | Rosa Morandi                                        |
| Don Ramiro, figlio del podestà di Minorca, destinato sposo di Serafina Don Ramiro, fils du podestat de Minorque, fiancé de Séraphine                                                        | ténor                      | Savino Monelli                                      |
| Picaro, antico servitore di don Fernando, ora pirata Picaro, ancien serviteur de don Fernando, devenu pirate                                                                                | baryton ou basse chantante | Antonio Tamburini                                   |
| Lisetta, figlia di Sancio e di Agnese Lisette, fille de Sancho et Agnese | alto ou soprano            | Maria Gioja-Tamburini                               |
| Agnese, custode del castello di Belmonte Agnese, gardienne du château de Belmonte | mezzo-soprano              | Carolina Sivelli                                    |
| Don Meschino, benestante del villaggio di Belmonte, uomo sciocco e innamorato di Lisetta Don Meschino, riche villageois de Belmonte, sot et amoureux de Lisette                             | rôle parlé                 | Nicola de Grecis                                    |
| Don Fernando, tutore di Serafina, falso amico di don Alvaro, ricco signore di Minorca Don Fernando, tuteur de Séraphine, ami prétendu de don Alvaro, riche seigneur de Minorque             | ténor                      | Carlo Poggiali                                      |
| Don Alvaro, capitano di vascello, reduce dalla schiavitù d'Algeri, padre di Serafina e Chiara Don Alvaro, capitaine de vaisseau réduit en esclavage en Algérie, père de Séraphine et Claire | rôle parlé ou basse        | Carlo Pizzochero                                    |
| Gennaro, capo de' pirati Janvier, chef des pirates | rôle parlé                 | Carlo Poggiali                                      |
| Spalatro, capo de' pirati Spalatro, chef des pirates | rôle parlé                 | Carlo Dona                                          |
| Paesani e paesane. Cori e comparse, pirati o guardie. Paysans et paysannes. Pirates. Gardes                                                                                                 |                            |                                                     |

## Argument
L'action se déroule dans l'île de Majorque, dans le vieux château de Belmonte et dans le palais de Don Fernando.
Don Alvaro, père de Chiara et de Serafina, est un brave capitaine de vaisseau, capturé par des pirates alors qu'il navigue de Cadix à Majorque avec sa fille aînée Chiara, et réduit en esclavage pendant dix ans. Ses ennemis à la cour de Don Fernando, homme très puissant, secrètement ennemi de Don Alvaro, donnent à cette infortune toute l'apparence d'une trahison et font condamner Don Alvaro cependant que Don Fernando est désigné comme tuteur de la jeune Serafina. Celle-ci grandit en âge et en beauté à Majorque tandis que Don Fernando projette de l'épouser non par amour mais pour mettre la main sur sa fortune. Mais Serafina tombe amoureuse de Don Ramiro, jeune seigneur d'une île voisine. Ce dernier la demande en mariage à Don Fernando qui ne sait comment s'opposer ouvertement à ce mariage et doit mettre en place un stratagème.

### Acte I
Agnese raconte l'histoire de Serafina, sœur de Chiara et fille du capitaine Don Alvaro, qui furent tous deux enlevés par les pirates. son tuteur Don Fernando voudrait l'épouser pour mettre la main sur la fortune de Don Alvaro. Don Meschino, riche villageois, est charmé par Lisetta, fille d'Agnese, et il lui demande sa main. La jeune fille refuse, pendant qu'un orage éclate. Don Alvaro et Chiara paraissent à l'improviste, préoccupés pour le sort de Serafina. Ils demandent de l'aide à Lisetta et Agnese, mais sans dévoiler leur identité. Débarque entretemps le pirate Picaro, ancien serviteur de Don Fernando, à la recherche d'un travail sur la terre ferme. Don Fernando lui offre une récompense s'il parvient à empêcher le mariage entre Serafina et Don Ramiro, fils du podestat de Minorque. Picaro se déguise en Don Alvaro et se présente aux deux amoureux dans le jardin du château. Serafina croit avoir retrouvé son père disparu et se laisse convaincre de reporter son mariage. Chiara survient, déguisée en mendiante. Serafina ne la reconnaît pas. Chiara et le vrai Don Alvaro confondent Picaro qui se repent et propose de les accompagner auprès de Serafina, mais ne tarde pas à s'enfuir.

### Acte II
Les pirates, à la recherche de leur chef, pénètrent dans le château et capturent Don Meschino, Chiara et Lisetta ainsi que Picaro qui se démasque et libère ainsi les prisonniers. Les deux sœurs se retrouvent, Don Ramiro jure un amour éternel à Serafina. Tous craignent que Chiara se soit enfuie avec les pirates, mais elle revient avec Picaro.

## Analyse
On trouve à l'acte I une scène d'orage, comme on en trouvera plus tard dans Emilia di Liverpool et dans Il furioso, mais après un bref crescendo d'accords staccato, l'orage est vite terminé.
L'air le plus connu de la partition est celui de Chiara, précédé par une introduction accompagnée au cor anglais. La gracieuse cavatine Queste romite sponde (maestoso, 4/4, mi bémol) est suivie par une cabalette dans laquelle la détermination de l'héroïne s'exprime en motifs rythmiques emphatiques qui rappellent la manière de Rossini.

## Discographie
| Année | Distribution (Chiara, Serafina, Lisetta) | Chef d'orchestre, Orchestre et chœur | Label                                      |
| ----- | ---------------------------------------- | ------------------------------------ | ------------------------------------------ |
| 1994  | Lynne Davies, Yvonne Kenny, Della Jones  | David Parry, Philharmonia Orchestra  | CD Audio : Opera Rara Référence : ORCH 104 |